# Bassin du Tchad
Le bassin du Tchad, ou bassin du lac Tchad, est un bassin versant endoréique centré sur le lac Tchad, dont la surface couvre presque 8 % du continent africain. 
Sa population de plus 30 millions d'habitants est régulièrement soumise à des transferts de population sous la pression des groupes armés jihadistes et de la sécheresse.

## Géographie
Le bassin du Tchad est une grande dépression d'Afrique centrale bordée par des montagnes : le massif du Tibesti au nord, le plateau de l'Ennedi au nord-est, l'Ouaddaï à l'est et le plateau de l'Oubangui au sud. Il couvre une grande partie du Tchad, la moitié orientale du Niger et une partie de l'Algérie, de la Libye, du Soudan, de la République centrafricaine, du Cameroun et du Nigeria dans des proportions variables. Le bassin représente au total près de 8 % de la surface du continent africain.
Les parties les plus basses en altitude de ce bassin sont la dépression du Bodélé et le lac Tchad en lui-même. Le lac Tchad est situé au centre du bassin, mais le point le plus bas est atteint 480 km au nord-est, au niveau de la dépression du Bodélé dans le désert du Djourab.
Le bassin du Tchad est en grande partie désertique et semi-désertique bien que de nombreux cours d'eau la drainent, notamment depuis le sud et l'ouest. Un projet de transfert d'eau depuis le bassin du Congo existe afin de remédier aux problèmes de gestion de l'eau dans cette région.
Sur sa bordure sud-ouest, le bassin du Tchad présente une particularité hydrologique : en période de crue, une partie des eaux du Logone quittent leur lit pour former le marais toupouri et s'écoulent vers l'ouest, changeant de bassin versant pour gagner celui du Niger via le Mayo Kébi, affluent de la Bénoué.

## Démographie
En 2019, le bassin compte plus de 30 millions d'habitants. En 2021, environ 5,1 millions de personnes y souffrent de la faim et 400 000 enfants de malnutrition sévère. Cette situation de crise alimentaire est notamment liée aux déplacements de population provoqués par les attaques de groupes jihadistes et par la sécheresse qui entraîne une pénurie de sols cultivables.

## Galerie

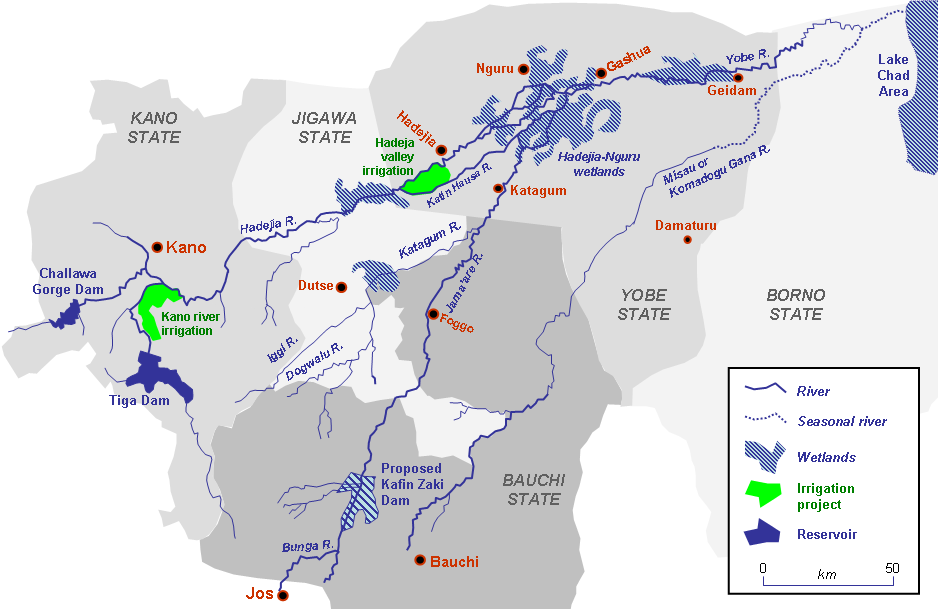
Carte du bassin versant du Komadougou Yobé.
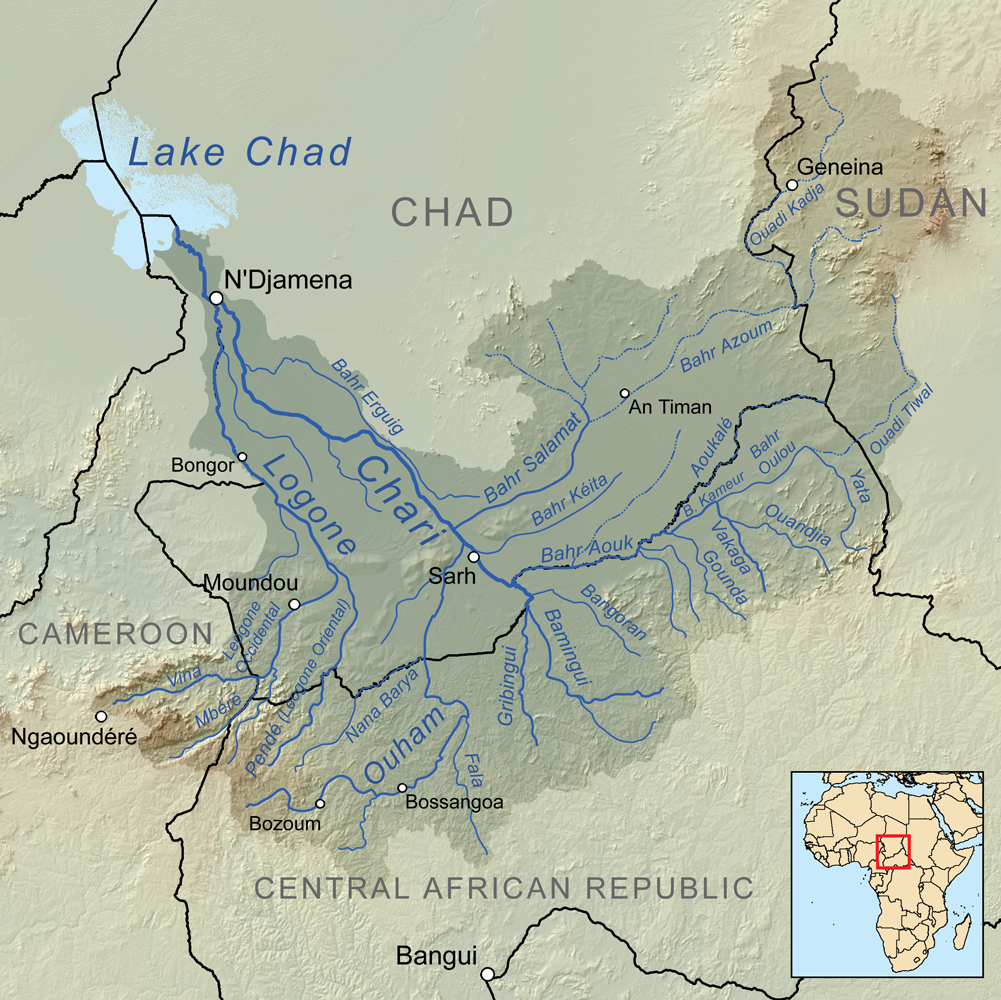
Carte des bassins versants du Chari et du Logone.
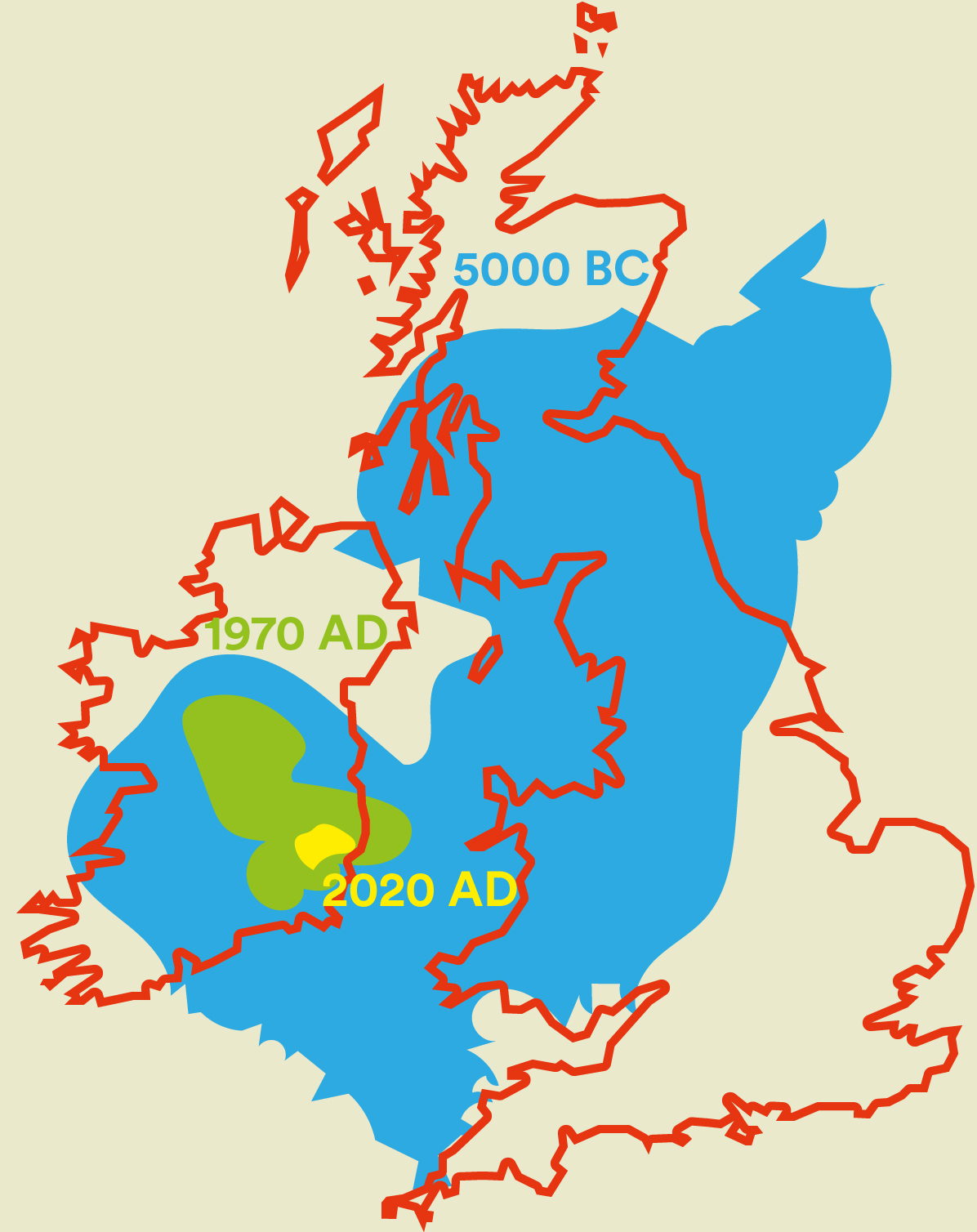
Transposition pour comparaison du Paléo-Tchad et du lac Tchad sur les îles Britanniques.
Carte du royaume du Kanem-Bornou en 1810.
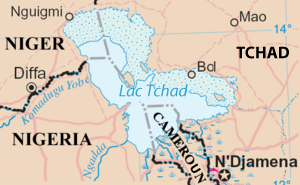
Frontières nationales autour du lac Tchad.